# Appleseed
Appleseed (jap. アップルシード Appurushīdo) – manga science-fiction autorstwa Masamunego Shirowa, zawierająca elementy cyberpunku, mecha, polityki, filozofii i socjologii. Cztery tomy mangi wydane zostały w latach 1985-1989. Manga doczekała się kilku adaptacji: odcinka OVA, gier komputerowych oraz filmu.

## Manga
Pierwszy tom mangi, Appleseed: The Promethean Challenge opublikowany został w 1985 roku. Niedługo później opublikowany został tom drugi – Appleseed: Prometheus Unbound. Tom trzeci, Appleseed: The Scales of Prometheus, opublikowany został w roku 1987, a czwarty – Appleseed: The Promethean Balance – w 1989.
W 1986 roku Appleseed zdobył nagrodę Seiun Award (japoński odpowiednik nagrody Hugo) w kategorii najlepsza manga. W 1990 roku Shirow wydał Appleseed Databook, zawierający szczegółowe badanie historii, ludzi i technologii świata Appleseeda.
W Polsce pierwsze dwa tomy zostały wydane w serii "Top Manga" wydawnictwa TM-Semic.
Pierwotnie Shirow planował stworzenie dziesięciu tomów mangi, ale obecnie nic nie wiadomo o planach stworzenia następnych komiksów z serii.

## Adaptacje
Appleseed doczekał się dwóch ekranizacji: pierwszą z nich była seria OVA wydana w 1988 roku. Do Polski dotarła w 1999 roku wersja anglojęzyczna, dystrybuowana na VHS przez Manta na licencji Manga Entertainment.
W 2004 roku powstało pełnometrażowe anime, mające być pierwszym filmem z trylogii Appleseed. Ekranizacja ta szybko uzyskała miano superprodukcji anime, pod względem technicznym często porównywana jest do Ghost in the Shell II: Niewinność. Reżyserem filmu jest Shinji Aramaki. 7 października 2005 roku miejsce miała polska premiera filmu. Appleseed stał się debiutem kinowym Anime Gate, oddziału Visionu.
Kolejna część filmu Appleseed: Ex Machina miała premierę w Japonii 20 października 2007.
W tym samym roku ukazała się gra na Playstation 2 wydana przez Segę.
Ostatnia część trylogii Appleseed Alpha miała premięrę 15 lipca 2014 roku.